# Excalibosaurus
Genre
Espèce
Excalibosaurus (qui signifie « lézard d'Excalibur ») est un genre monotypique de reptiles marins préhistoriques (ichthyosaures) qui a vécu au cours du stade sinémurien (environ 196,5 ± 2 à 189,6 ± 1,5 million d'années) du Jurassique inférieur dans ce qui est maintenant l'Angleterre. Il se caractérise par l'allongement extrême du rostre, la mâchoire inférieure représentant environ les trois quarts de la longueur de la mâchoire supérieure, donnant à l'animal un aspect semblable à celui de l'espadon. La seule espèce connue est Excalibosaurus costini.

## Description

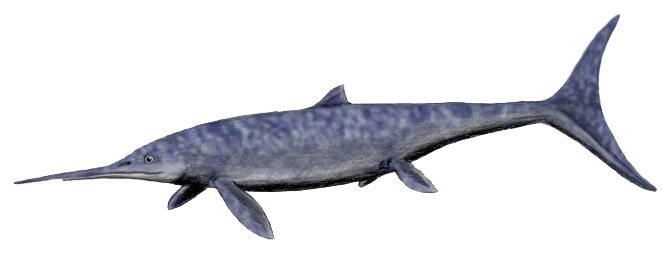
Excalibosaurus costini

Les deux spécimens d’Excalibosaurus avec un humain à l'échelle.

Cet animal relativement rare est connu par deux squelettes. L'holotype, découvert en 1984 près d'une plage de la côte du Somerset, se compose du crâne, de l'avant-bras, d'une partie de la ceinture pectorale et de quelques vertèbres et côtes. Il a été décrit en 1986 par Christopher McGowan (d). Le fossile est hébergé au Bristol City Museum and Art Gallery. Le deuxième spécimen est un squelette presque complet recueilli dans la même région en 1996 et a été acheté par le musée royal de l'Ontario. Il a été décrit à nouveau par McGowan en 2003.
Excalibosaurus est apparenté à deux autres genres d'ichtyosaures, Leptonectes du Rhétien (Trias supérieur) au Sinémurien (Jurassique inférieur) d'Angleterre et Eurhinosaurus du Toarcien (Jurassique inférieur) d'Allemagne. Les trois genres sont regroupés dans la famille Leptonectidae et le sous-ordre Eurhinosauria. On pensait autrefois qu'Excalibosaurus était un synonyme junior d'Eurhinosaurus, mais la description du spécimen de 1996 montre de nombreuses différences morphologiques telles que la forme du forefin (beaucoup plus court et plus large chez Excalibosaurus), la forme élancée du corps, qui différencient clairement les deux genres. La longueur estimée du corps du spécimen de 1996 est de 7 m avec un crâne de 1,54 m de long. Le spécimen holotype était beaucoup plus petit, avec une longueur de crâne de 0,785 m et une longueur de corps estimée à 4 m, indiquant qu'il s'agissait d'un juvénile.

## Publication originale
- (en) C. McGowan, « A putative ancestor for the swordfish-like ichthyosaur Eurhinosaurus », Nature, NPG et Springer Science+Business Media, vol. 322, no 6078,‎ 31 juillet 1986, p. 454-456 (ISSN 1476-4687 et 0028-0836, OCLC 01586310, DOI 10.1038/322454A0).